# Orthostichella hexasticha
Orthostichella hexasticha là một loài Rêu trong họ Meteoriaceae. Loài này được (Schwägr.) W.R. Buck miêu tả khoa học đầu tiên năm 1994.